# Oumar Ben Salah
Oumar Ben Salah (Abidjan, 2 luglio 1964) è un ex calciatore ivoriano, di ruolo centrocampista.

## Palmarès

### Nazionale
- Coppa d'Africa: 1

1992